# Yusaku Maezawa
Yusaku Maezawa (en kanji: 前澤友作 ; en hiragana: まえざわ ゆうさく, Kamagaya, 22 de noviembre de 1975) es un empresario japonés propietario de varias empresas de comercio electrónico y también de la Contemporary Art Foundation de Tokio.

## Biografía
Maezawa estudió en la Escuela de Secundaria Waseda Jitsugyo en 1991, donde creó una banda de música punk junto a otros compañeros del instituto llamada Switch Style como baterista, lanzando un extended play (EP) en 1993. Después de graduarse de la escuela secundaria, decidió no continuar con sus estudios, ni ir a la universidad y, en su lugar, se mudó a Estados Unidos con su entonces pareja sentimental, donde marcado por su pasión por la música, empezó a coleccionar CDs y LP de bandas norteamericanas de las que era aficionado, colección que por su volumen, empezó a trascender de un mero pasatiempo. Cuando regresó a Japón dos años tarde, en 1995, tuvo la idea de crear una empresa de venta de discos de importación a domicilio vía correo postal convirtiéndose en su primer negocio.
En 1998, creó su segunda empresa, llamada Start Today, nombre que eligió en honor al álbum de Gorilla Biscuits, una de las bandas punk norteamericana que seguía en aquel entonces. Con la llegada de internet de forma amplia a la sociedad japonesa, en el año 2000, Start Today se transformó en un plataforma de venta en línea y empezó a vender ropa, convirtiéndose poco después en una public traded company.

### ZOZO

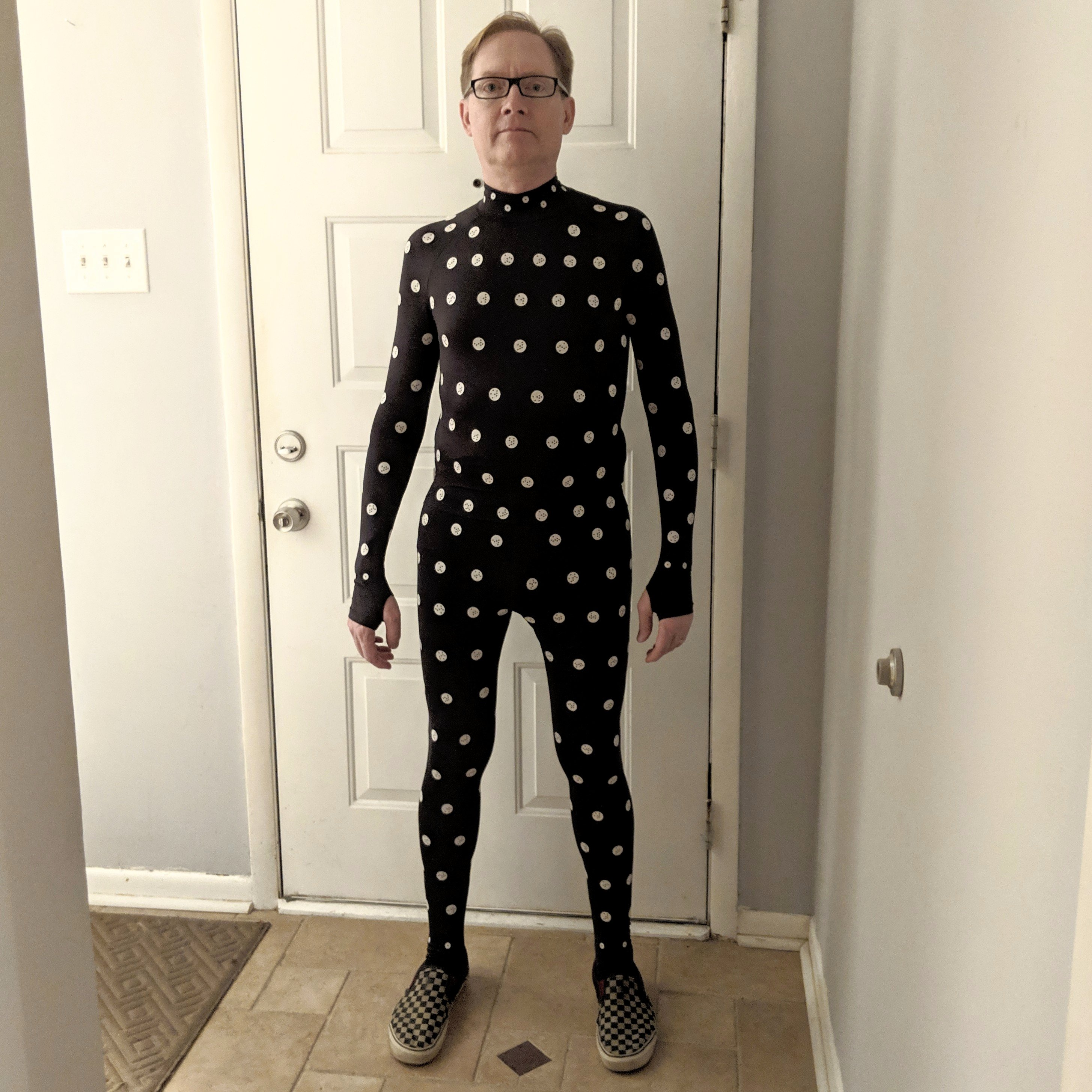
Varón vistiendo un Zozosuit

Cuatro años más tarde, viendo que la venta de ropa en línea funcionaba, inauguró la tienda Zozotown, para dividir el negocio y dedicar esta última únicamente a la venta de ropa. También en muy poco tiempo, se convirtió en una de las tiendas más importantes y grandes del sector. Start Today, como empresa madre, empezó a cotizar en la Bolsa de Tokio en 2012.
Con estos negocios, logró alcanzar unas cifras de ventas que le hicieron acumular un patrimonio que le catapultó hasta los primeros lugares de las personas más ricas de todo Japón y del mundo en el ámbito del negocio basado en las nuevas tecnologías.
Maezawa introdujo recientemente ZOZO, una marca de ropa a medida y el ZOZOSUIT, un sistema de medida en casa, en más de 72 países y territorios. Cada ZOZOSUIT tiene más de 350 puntos blancos, cada uno de los cuales es único. Estos puntos sirven como marcadores y son esenciales en el proceso de medida, que se lleva a cabo con la cámara del móvil del usuario. La aplicación del traje mide:
- Cuello.
- Hombros.
- Brazos (superior y exterior).
- Pecho.
- Cintura (superior e inferior).
- Caderas.
- Muslo.
- Pantorrilla.
- Tobillo.
- Tiro o pernera.

### Contemporary Art Foundation
2012 también fue un año relevante en su vida porque empezó a cotizar su empresa en los mercados y porque inauguró la Contemporary Art Foundation, conocida también como Gendai Art. Su objetivo es "apoyar a los jóvenes artistas como un pilar de la próxima generación de arte contemporáneo". Se exponen piezas de la talla de Christopher Wool, Bruce Nauman, Alexander Calder, Richard Prince y Jeff Koons entre otros. Es la base del museo de arte contemporáneo que se está construyendo en su prefectura natal. Ese mismo año, también fue nombrado hombre del año por la revista GQ.
En 2017 adquirió su última pieza, una obra de Jean-Michel Basquiat por la que pagó 110,5 millones de dólares durante la subasta celebrada en Sotheby's, Nueva York, alcanzando una cifra récord para un artista americano hasta le fecha en el mundo del arte contemporáneo.

### Vuelo circunlunar y SpaceX
El 17 de septiembre de 2018 Elon Musk anunció que Maezawa será el primer civil y a la vez el primer ciudadano japonés que viajará alrededor de la luna en el vehículo Starship de SpaceX (entonces conocido como BFR)

### Viaje a la Estación Espacial Internacional
El 13 de mayo de 2021, Maezawa fue anunciado como miembro de la misión Soyuz MS-20 a la Estación Espacial Internacional, junto al cosmonauta Aleksandr Misurkin y su asistente Yozo Hirano.